# Lepeostegeres lancifolius
Lepeostegeres lancifolius är en tvåhjärtbladig växtart som beskrevs av Danser. Lepeostegeres lancifolius ingår i släktet Lepeostegeres och familjen Loranthaceae. Inga underarter finns listade i Catalogue of Life.